# The Guardian (filme de 2006)
The Guardian (O Guardião (título em Portugal) ou Anjos da Vida - Mais Bravos que o Mar (título no Brasil)) é um filme estrelado por Kevin Costner, Ashton Kutcher, Melissa Sagemiller e Sela Ward. Dirigido por Andrew Davis, estreou nos Estados Unidos no dia 29 de setembro de 2006.

## Elenco
| Ator               | Personagem             |
| ------------------ | ---------------------- |
| Kevin Costner      | Ben Randall            |
| Ashton Kutcher     | Jake Fischer           |
| Sela Ward          | Helen Randall          |
| Melissa Sagemiller | Emily Thomas           |
| Clancy Brown       | Capitão William Hadley |
| Omari Hardwick     | Carl Billings          |
| Alex Daniels       | Wild Bill              |

## Sinopse
Depois de perder a sua tripulação, o lendário recuperador salvador, Ben Randall (Kevin Costner), é enviado para uma escola para um programa de treino de elite para recuperadores salvadores da guarda costeira. Perturbado com a perda dos membros da sua tripulação, ele dedica-se a ensinar, virando o programa de cabeça para baixo com os seus métodos pouco ortodoxos e convencionais. O seu novo aluno, Jake Fischer (Ashton Kutcher), um jovem arrogante campeão de natação, segue Randall para Kodiak, no Alaska, onde irão enfrentam os perigos inerentes do mar de Bering. No seu primeiro salvamento sozinho, Jake aprende em primeira-mão com Randall o verdadeiro sentido de heroísmo e sacrifício ecoando o lema do recuperador: "Para que outros possam viver!".